# Sarafloxacin
Sarafloxacin (INN) là một loại thuốc kháng sinh quinolone, đã được loại bỏ khỏi sử dụng lâm sàng bởi nhà sản xuất Abbott Lab Laboratory từ ngày 30 tháng 4 năm 2001.